# قسم دامنكوه الريفي (مقاطعة دامغان)
قسم دامنكوه الريفي (بالفارسية: دهستان دامنکوه) هي قسم تقع في إيران في قسم. يقدر عدد سكانها بـ 4,278 نسمة .